# VerserK
 (juillet 2018).
Si vous disposez d'ouvrages ou d'articles de référence ou si vous connaissez des sites web de qualité traitant du thème abordé ici, merci de compléter l'article en donnant les références utiles à sa vérifiabilité et en les liant à la section « Notes et références ».
Palmarès
voir ici
VerserK était un clan de catcheurs appartenant à la Dragon Gate, une fédération de catch japonaise, fondée le 30 août 2015 par Shingo Takagi, Mondai Ryu, Cyber Kong, Eita, Yamato, Naruki Doi et Kotoka.

## Carrière

### Formation du groupe (2015)
Le 23 septembre, Naruki Doi dévoile le nom du nouveau groupe qui se nomme VerserK, aux côtés de Yamato, Shingo Takagi, Cyber Kong, Mondai Ryu , Kotoka et Eita. (Le nom a été choisi comme allusion au manga "Berserk" devant représenter les membres de VerserK comme étant les lutteurs les plus forts du Roster de la Dragon Gate).

### Shingo Takagi leader du clan (2015-2016)
Un jour plus tard, Naruki Doi et Yamato perdent les Open the Twin Gate Championship contre Monster Express (T-Hawk et Big R Shimizu).

### Rivalité entre Shingo Takagi et Yamato pour le leadership (2016)
Lors du Hair Vs. Mask Steel Cage Survival Double Risk Six Way Match de Dead Or Alive 2016, tous les membres du groupe se retournent contre YAMATO, virant ce dernier du groupe et l’empêchant de s'échapper avant que Kzy ne vienne à son secours et empêche Kotoka de s'échapper avec Yosuke Santa Maria faisant de même. Shingo Takagi retourne dans la cage pour attaquer davantage YAMATO mais BxB Hulk fait son retour sur le ring pour faire fuir Shingo Takagi, menant à l'évasion de YAMATO et au rasage des cheveux de Kotoka pour un an.

### Reconstruction et poursuite des championnats (2016-2017)
Le 25 septembre, lors de l'affrontement entre Masato Yoshino et T-Hawk, VerserK intervient et le match se termine en No Contest, T-Hawk se retourne alors contre Yoshino et rejoint le groupe.
Le 12 octobre, le clan bat Monster Express dans un 5 vs 4 Loser Revival Captains Fall Match et les force à se dissoudre. Pendant le match, le Dr Muscle, qui avait coûté à El Lindaman son match pour le Open The Brave Gate Championship contre Eita plus tôt dans la nuit, a attaqué T-Hawk et l’a éliminé. Il se démasque et révèle être Kotoka qui effectue son retour et quitte le groupe par la même occasion. Après le match, T-Hawk attaque Naruki Doi, le chassant du groupe.
Lors de The Gate Of Destiny 2016, "brother" YASSHI, T-Hawk et Cyber Kong perdent contre Jimmyz (Genki Horiguchi HAGeeMee, Jimmy Kanda et Ryo "Jimmy" Saito) dans un Three Way Elimination Tag Team Match qui comprenaient également Masaaki Mochizuki, Big R Shimizu et Peter Kaasa et ne remportent pas les Open the Triangle Gate Championship. Lors de Final Gate 2016, Shingo Takagi et T-Hawk perdent contre Over Generation (CIMA et Dragon Kid) et ne remportent pas les Open The Twin Gate Championship.
Le 3 avril 2017, Shingo Takagi, Cyber Kong et T-Hawk battent Jimmyz (Jimmy Susumu, Ryo "Jimmy" Saito et Jimmy Kanda) et remportent les Open the Triangle Gate Championship,.
Le 1er juillet, Shingo Takagi, Takashi Yoshida et El Lindaman battent MaxiMuM (Naruki Doi, Big R Shimizu et Ben-K) et remportent les Open the Triangle Gate Championship.

### Young VerserK leader du clan et Dissolution (2017-2018)

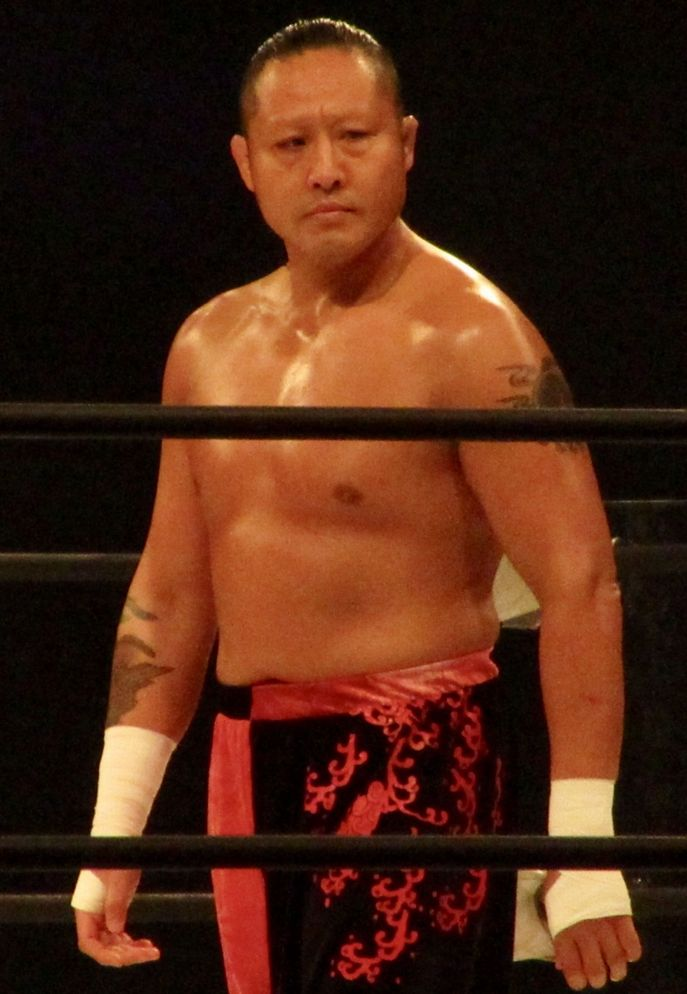
Yasushi Kanda, qui a rejoint le groupe en octobre 2017.

Le 5 octobre, Yasushi Kanda fait perdre Jimmyz dans le dernier match du groupe, aidant VerserK et rejoignant le groupe. Lors de Gate Of Destiny 2017, Shingo Takagi, Takashi Yoshida et El Lindaman perdent les Open the Triangle Gate Championship contre Tribe Vanguard (Yamato, BxB Hulk et Kzy) dans un Three Way Elimination Tag Team Match qui comprenaient également MaxiMuM (Masato Yoshino, Naruki Doi et Kotoka). Le 8 novembre, Eita rejoint le groupe après avoir trahi Dragon Kid, révélant qu'il était le plus récent membre du clan, ce qui l'a conduit avec T-Hawk à remporter le Early Christmas Tag Team Tournament en battant BxB Hulk et Kzy en finale.
Lors de Final Gate 2017, le groupe remportent tout leur match de championnat, Yasushi Kanda bat Kagetora pour remporter le Open the Brave Gate Championship et Eita et T-Hawk battent CIMA et Susumu Yokosuka pour remporter les Open The Twin Gate Championship, les deux matches ont été gagnés après une interférence massive de VerserK. Après le match pour les Open The Twin Gate Championship, le trio de T-Hawk, Eita et El Lindaman est placé au centre du groupe, Tominaga est expulsé du clan, et ils annoncent que VerserK subira un changement de nom en 2018. Le 13 janvier 2018, le groupe est renommé et s'appelle dorénavant ANTIAS.

## Membres du groupe
| Identité,                  | Période                                                              | Notes                   |
| -------------------------- | -------------------------------------------------------------------- | ----------------------- |
| Shingo Takagi              | 30 août 2015 – 13 janvier 2018                                       | Ancien leader du groupe |
| Cyber Kong/Takashi Yoshida | 30 août 2015 – 13 janvier 2018                                       |                         |
| Yamato                     | 30 août 2015 – 5 mai 2016                                            |                         |
| Naruki Doi                 | 30 août 2015 – 12 octobre 2016                                       |                         |
| Kotoka                     | 30 août 2015 – 12 octobre 2016                                       |                         |
| Monday Ryu                 | 30 août 2015 – 8 mars 2017                                           |                         |
| Naoki Tanizaki             | 8 octobre 2015 – 26 mai 2017                                         |                         |
| "brother" YASSHI           | 11 mai 2016 – 13 janvier 2018                                        |                         |
| T-Hawk                     | 22 septembre 2016 – 13 janvier 2018                                  | Co-Leader du groupe     |
| El Lindaman                | 29 septembre 2016 – 13 janvier 2018                                  | Co-Leader du groupe     |
| Punch Tominaga             | 30 août 2015 – 4 octobre 2015 / 2 février 2017 – 23 décembre 2017    |                         |
| Yasushi Kanda              | 5 octobre 2017 – 13 janvier 2018                                     |                         |
| Eita                       | 30 août 2015 – 23 septembre 2015 / 8 novembre 2017 – 13 janvier 2018 | Co-Leader du groupe     |

## Palmarès
- Dragon Gate
  - 2 fois Open the Dream Gate Championship –  Shingo Takagi
  - 2 fois Open the Brave Gate Championship – Kotoka (1) et Yasushi Kanda (1)
  - 2 fois Open the Triangle Gate Championship –  Shingo Takagi, T-Hawk et Cyber Kong (1) et Shingo Takagi, Takashi Yoshida et El Lindaman (1)
  - 2 fois Open The Twin Gate Championship – Yamato et Naruki Doi (1) et Eita et T-Hawk (1)
  - New Years Unit War 6 Man Tag Team Tournament (2017) – Shingo Takagi, T-Hawk et El Lindaman
  - King of Gate (2017) – T-Hawk
  - Early Christmas Tag Team Tournament (2017) – Eita et T-Hawk